# Zygodon corralensis
Zygodon corralensis är en bladmossart som beskrevs av Paul Pablo Günther Lorentz 1866. Zygodon corralensis ingår i släktet ärgmossor, och familjen Orthotrichaceae. Inga underarter finns listade i Catalogue of Life.